# Lorenzo Prospero Bottini
Lorenzo Prospero kardinal Bottini, italijanski rimskokatoliški duhovnik in kardinal, * 2. marec 1737, Lucca, † 11. avgust 1818.

## Življenjepis
8. marca 1816 je bil povzdignjen v kardinala in pectore.
1. oktobra 1817 je bilo njegovo ime javno objavljeno in je bil povzdignjen v kardinala-diakona pri S. Adriano al Foro.